# Franciszek Honiok
Franciszek Honiok (1896-Gliwice, 31 de agosto de 1939) fue un polaco que se hizo famoso tras ser la primera víctima de la Segunda Guerra Mundial el 31 de agosto de 1939. Fue una de las desafortunadas víctimas del incidente de Gliwice, una operación de bandera falsa en varias partes ideada por el Reichsführer de las Schutzstaffel (SS) Heinrich Himmler y su adjunto, el Obergruppenführer Reinhard Heydrich, como pretexto para llevar a cabo el plan de Adolf Hitler de invadir Polonia.

## Fondo
Franciszek Honiok, autodenominado silesiano, era un agricultor católico soltero de 43 años y vendedor de maquinaria agrícola. Nacido en Alta Silesia en 1896, luchó en el bando polaco los levantamientos de Silesia de 1921 que siguieron a la Primera Guerra Mundial. Tras una breve estancia en Polonia, regresó a Alemania en 1925, donde se vio obligado a luchar contra la deportación a Polonia, caso que llevó con éxito hasta la Sociedad de Naciones en Ginebra. Aunque su época de activista puede haber terminado en 1939, Honiok seguía siendo muy conocido en su pueblo natal de Hohenlieben (actual Łubie), a unos 16 km al norte de Gleiwitz (actual Gliwice) y en aquel momento parte de Alemania, como un firme defensor de la causa polaca.

## Arresto
Honiok fue arrestado por las SS en el pueblo de Pohlom el 30 de agosto de 1939, habiendo sido seleccionado despiadadamente como una persona que podía proporcionar «pruebas» de la agresión polaca contra Alemania. Al parecer fue seleccionado por su reputación de nacionalista polaco, derivada de su participación en varias revueltas locales contra el dominio alemán en Silesia. De acuerdo a su familia quien sobrevivió, Honiok se identifica fuertemente con Silesia y Polonia. Tras su arresto, fue encarcelado brevemente en el cuartel de policía de Bytom.

## Conexión con Heydrich
Mucho de lo que se conoce de la Operación Himmler y del incidente Gleiwitz viene del testimonio de Alfred Naujocks, el SS-Sturmbannfuhrer (comandante) que se encargó de la organización del incidente de Heydrich, durante los juicios de Núremberg de 1945. Naujocks testificó que durante una junta en Berlín, Heydrich Heydrich le instruyó que un cuerpo, vestido con uniforme militar polaco, debía ser dejado en los escalones de la estación de radio de Gleiwitz con el fin de insinuar una conexión polaca. La operación ultrasecreta recibió una palabra clave, Großmutter gestorben («La abuela murió»), que Heydrich debía utilizar para señalar a Naujocks por teléfono que la operación iba a comenzar.

## Muerte
Honiok fue inyectado con drogas para sedarle antes de la operación. Luego fue arrastrado semiinconsciente hasta la estación de radio, donde recibió un disparo en la cabeza en la noche del 31 de agosto. Naujocks agregó que se había hecho referencia a Honiok como una pieza de Konserve, o «carne enlatada», que podía prepararse con antelación y utilizarse para sugerir la participación polaca en el atentado.
Alemania invadió Polonia la mañana siguiente, el 1 de septiembre de 1939, lo que provocó la causa próxima y apertura de la Segunda Guerra Mundial. El asesinato de Honiok a manos de las SS se considera a veces la primera baja oficial de la guerra. Se desconoce el lugar en el que se halló el cuerpo de Honiok y no existe ningún monumento en su memoria.